# Синхронно плуване
Спортна дисциплина, която води началото си от древността. Наричана различно: воден балет, фигурно плуване, художествено плуване и накрая утвърдено като синхронно плуване. По своята спортна насоченост то има много общо с художествената гимнастика и фигурното пързаляне. То включва елементи от скоковете във вода от техниката на различните плувни стилове, от подводния спорт – гмуркането и продължителното задържане под повърхността на водата.
Синхронното плуване е колективен спорт, който комбинира елементи от плуване, гимнастика и различни танци. Спортът възниква около 1900 г. в Канада и се практикува почти само от жени. Олимпийският си дебют прави през 1952 г. в Хелзинки като демонстративен спорт, а от 1984 г. е включен в официалната програма на олимпийските игри. От 2015 година вече има и смесени дуети с участието на мъже.
Победителите се определят от съдии, които оценяват синхрона с избраната музика и цялостното представяне на състезателките. Спортът изисква голяма гъвкавост и пластичност, както и много голяма физическа издръжливост на тялото, дълго задържане на въздуха под вода и чувство за синхрон с музиката.
През 2017 година спортът е преименуван на Артистично плуване.